# Fava de Sant Ignasi
La fava de Sant Ignasi (Strychnos ignatii) és una planta enfiladissa que pertany a la família de les Loganiaceae nativa de les illes Filipines. Rep el nom popular gràcies a Sant Ignasi de Loiola, fundador de l'orde jesuïta, que va introduir la planta a Europa.
És originària de les Filipines, especialment de les illes de Bohol, Samar i les Visayas. També es conrea a la Xina, Indoxina i l'Índia.

## Morfologia
És un arbre o liana llenyosa sense espines. El tronc té una escorça vermellosa. Les fulles grans, ovals, agudes, peciolades i venoses, acaben en punta, una forma dissenyada perquè l'aigua i la rosada pugui drenar. Les flors verdoses i discretes s'agrupen en panícules axil·lars i tenen peduncles arrodonits i curts amb aroma de gessamí. El fruit és de la mida i de la forma d'una pera i conté entre 20 i 40 llavors envoltades de polpa. Les llavors són ovalades, de forma irregular, de color marró grisenc, de la mida de les olives i tenen un sabor amarg.

## Composició química
Les llavors de la planta contenen alcaloides: l'estricnina i la brucina. La brucina és altament tòxica, una dosi de més de 2 mil·ligrams és verinosa. L'estricnina es feia servir antigament com a raticides. També conté tanins.

## Usos
Antigament s'utilitzava com a estimulant digestiu. En l'actualitat, aquesta planta s'utilitza molt en homeopatia i es coneix amb el nom d'Ignatia amara.